# 包洛紹焦爾毛特

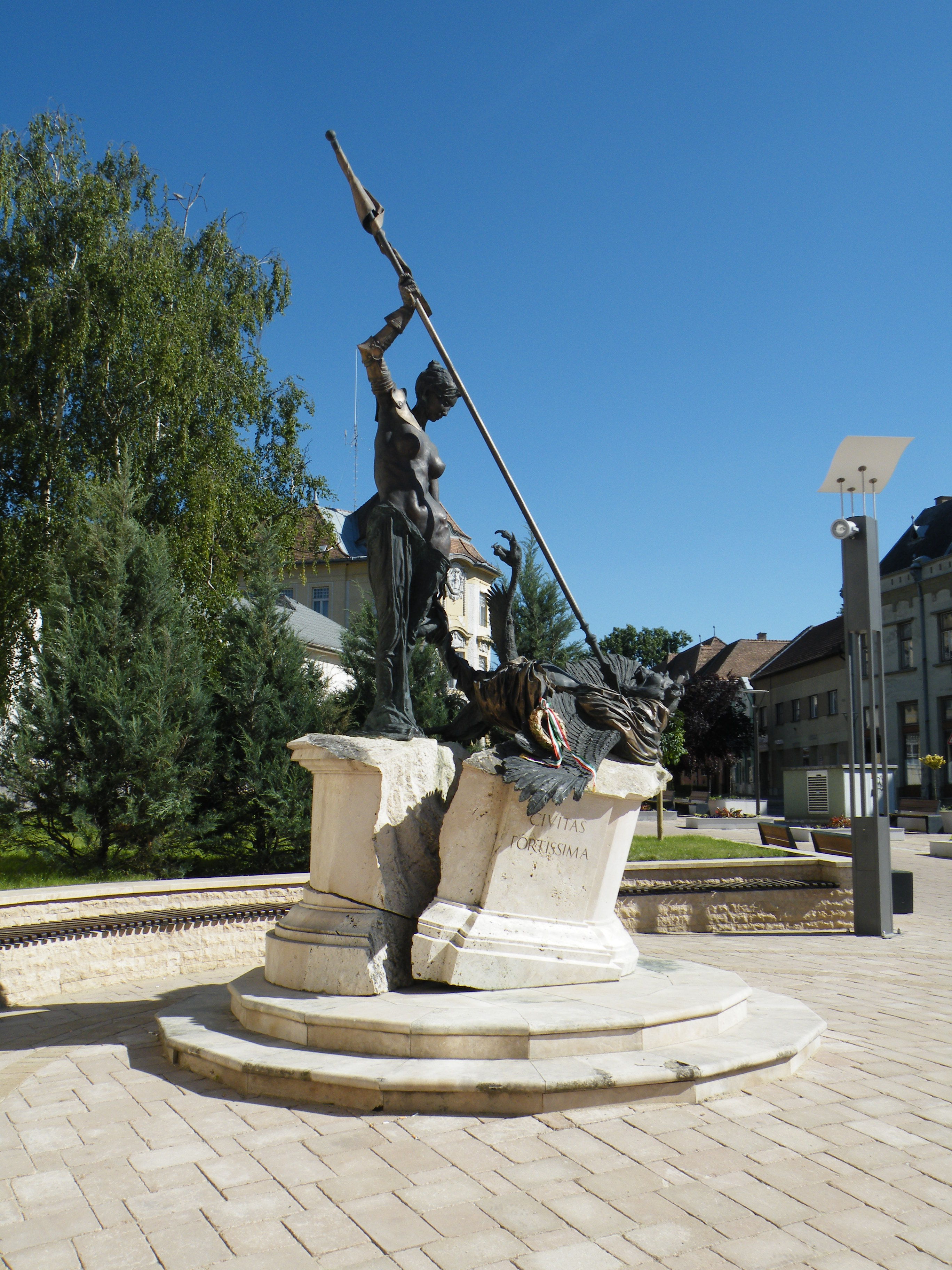
包洛绍焦尔毛特上的雕塑

包洛紹焦爾毛特是匈牙利的城鎮，位於該國北部伊波伊河左岸，毗鄰與斯洛伐克接壤的邊境，由諾格拉德州負責管轄，面積29.03平方公里，2011年人口16,396，其中約七成居民信奉天主教。

## 外部連結
- Balassagyarmat website （匈牙利文）